# Inkaba tonga
Inkaba tonga is een slakkensoort uit de familie van de Trochidae. De wetenschappelijke naam van de soort is voor het eerst geldig gepubliceerd in 1992 door Herbert.